# Litl-Stavøya
Pour les articles homonymes, voir Stavøya.
Litl-Stavøya est une petite île de Norvège située dans la commune de Røst dans la mer de Norvège. 